# Christian Nummedal
Christian Nummedal (Oslo, 3 novembre 1995) è uno sciatore freestyle norvegese specialista dello slopestyle e del big air.

## Biografia
Nummedal ha esordito in Coppa del Mondo il 21 gennaio 2011 a Kreischberg, in Austria. Ha disputato i campionati mondiali di Sierra Nevada 2017 giungendo sedicesimo nello slopestyle, e cinque giorni dopo ha ottenuto a Voss la prima vittoria in Coppa del Mondo vincendo la gara di big air.
Ha preso parte alle Olimpiadi di Pyeongchang 2018 classificandosi 28º nello slopestyle; ha poi concluso la stagione olimpica vincendo la Coppa del Mondo di big air.

## Palmarès

### Mondiali
- 1 medaglia:
  - 1 argento (slopestyle a Bakuriani 2023)

### Coppa del Mondo
- Miglior piazzamento in classifica generale: 5º nel 2021
- Vincitore della Coppa del Mondo di big air nel 2018
- Miglior piazzamento nella Coppa del Mondo di slopestyle: 3º nel 2021
- Miglior piazzamento nella Coppa del Mondo di halfpipe: 24º nel 2011
- 5 podi:
  - 3 vittorie
  - 1 secondo posto
  - 1 terzo posto

#### Coppa del Mondo - vittorie
| Data             | Luogo           | Paese    | Disciplina |
| ---------------- | --------------- | -------- | ---------- |
| 24 marzo 2017    | Voss            | Norvegia | BA         |
| 1º dicembre 2017 | Mönchengladbach | Germania | BA         |
| 24 marzo 2018    | Québec          | Canada   | BA         |

Legenda:

BA = Big air